# Edward Charles Titchmarsh
Edward Charles « Ted » Titchmarsh, né le 1er juin 1899 à Newbury dans le Berkshire et mort le 18 janvier 1963 à Oxford, est un mathématicien britannique.

## Biographie
Il fait ses études à la King Edward VII School (en) de Sheffield puis, à partir d'octobre 1917, au Balliol College d'Oxford. Son Ph.D. est encadré par G. H. Hardy. Il occupe de 1932 à 1963 la chaire Savilienne de géométrie, à Oxford, où il encadre entre autres les thèses de Mary Cartwright et de Lionel Cooper.
Il est connu pour ses travaux en analyse, en particulier en théorie analytique des nombres et en analyse harmonique, domaines dans lesquels il est auteur de livres de référence. Son livre de 1930 sur la fonction zêta de Riemann a été réédité sous la direction de Roger Heath-Brown. N. Wiener cite avec éloge sa Theory of Functions dans son essai Fourier Transforms in the Complex Domain (1934).

## Publications (sélection)
- The Zeta-Function of Riemann, 1930
- The Theory of Functions', 1932[2]
- Introduction to the Theory of Fourier Integrals, 1937[3] 2e édition(1939) 3e édition (1948);
- Eigenfunction Expansions Associated with Second-order Differential Equations, (vol. I) 1946 et (vol. II) 1958
- Mathematics for the General Reader, 1948
- The Theory of the Riemann Zeta-Function, 1951[4] 2nd edition, revised by D. R. Heath-Brown (1986)
- Eigenfunction Expansions Associated with Second-order Differential Equations. Part I  (1946)[5] 2e édition (1962);
- Eigenfunction Expansions Associated with Second-order Differential Equations. Part II  (1958)[6].